# Pieriewołoczskoje
Pieriewołoczskoje (ros. Переволочское сельское поселение) – jednostka administracyjna (osiedle wiejskie) wchodząca w skład rejonu rudniańskiego w оbwodzie smoleńskim w Rosji.
Centrum administracyjnym osiedla wiejskiego jest dieriewnia Pieriewołoczje.

## Geografia
Powierzchnia osiedla wiejskiego wynosi 363,36 km², a jego głównymi rzekami są Małaja Bieriezina i Rutawiecz. Przez terytorium osiedla przechodzą linie kolejowe: Orzeł – Witebsk, Rudnia – Ponizowje i Rudnia – Diemidow.

## Historia
Osiedle powstało na mocy uchwały obwodu smoleńskiego z 28 grudnia 2004 r., a uchwałą z dnia 20 grudnia 2018 roku w jego skład weszły wszystkie miejscowości osiedla Krugłowskoje.

## Demografia
W 2020 roku osiedle wiejskie zamieszkiwało 2212 mieszkańców.

## Miejscowości
W skład jednostki administracyjnej wchodzi 27 miejscowości (wyłącznie dieriewnie): Biel, Butrowo, Chrapaki, Diemientiejewo, Diewino, Dubrowka, Kartaszewiczi, Krasnyj Dwor, Krugłowka, Kudricy, Mierwino, Mikulino, Mogilno, Odrino, Pieriewołoczje, Pieski, Samsoncy, Sieliwonienki, Sołoniec, Stai, Timoszenki, Tubolcy, Tur, Zaborje, Zadniaja, Zaozierje, Zatiesy.